# Šaratica
Das Bitterwasser Šaratica ist ein Heilwasser aus Tschechien. Es wird in sechs Brunnenanlagen südlich des Dorfes Šaratice sowie zwischen Újezd u Brna, Žatčany, Nesvačilka, Těšany und Otnice gefördert. Sein Urangehalt übersteigt den von foodwatch geforderten Höchstwert um das Zwanzigfache.

## Geschichte
Das schwefelsaure Sodawasser fand 1888 erstmals medizinische Anwendung. Nachdem der Brünner Arzt  František Veselý  eine chemische und bakteriologische Untersuchung veranlasst hatte, wurde das Bitterwasser nach einer erfolgreichen klinischen Erprobungsphase 1896 durch den Wischauer Bezirkshauptmann zum Heilwasser erklärt. Im selben Jahre ließ Veselý in Šaratice eine Abfüllanlage errichten, die ihre Produktion mit 280 Hektolitern im Jahr aufnahm. Im Jahre 1910 bildete sich die Aktiengesellschaft Šaratica, die von Veselý die Bitterwasserbrunnen bei Šaratice und Nesvačilka übernahm. Bis zum Zweiten Weltkrieg wurde das Wasser auch ins Deutsche Reich, Österreich und Frankreich exportiert. In den 1950er Jahren wurde der Brunnenbetrieb verstaatlicht und Teil des Staatsbetriebes Moravsko-slezská zřídla in Luhačovice. In Sokolnice wurde in dieser Zeit eine neue Abfüllanlage errichtet. In den 1970er Jahren wurde mit 24500 Hektolitern im Jahr das höchste Produktionsergebnis erzielt.
Im Zuge der Privatisierung erwarb am 1. Juli 1993 die Helios Praha, s.r.o. die Brunnen. Im Juli 2002 erfolgte die Zusammenlegung der Brunnenbetriebe Ondrášovka bei Sedm Dvorů und Šaratice zu einem Unternehmen Ondrášovka s.r.o. mit Sitz in Moravský Beroun. Mit Beginn des Jahres 2006 fusionierte die Ondrášovka s.r.o. mit der MARILA BALÍRNY a.s. zur Ondrášovka a.s. mit Sitz in Prag.
Derzeit erfolgt eine jährliche Abfüllung von 7000 Hektolitern in Halbliter-PET-Flaschen. Die maximale Kapazität liegt bei 18000 Hektolitern pro Jahr.

## Chemische Zusammensetzung
Es findet Verwendung zur Kurierung von Verstopfungen und Verdauungsstörungen. Bei einer chemischen Analyse wurde im Jahre 2004 eine Gesamtmineralisation von 13293 mg/l und ein HCO-Anteil von 581 mg/l festgestellt. Bei Untersuchungen des Instituts für Pflanzenernährung und Bodenkunde der Bundesforschungsanstalt für Landwirtschaft (FAL-PB - JKI) wurde ein Urangehalt von 201 µg/l festgestellt. Das Šaratica war nach der Nürtinger Heinrichsquelle (474 µg/l) eines der beiden Mineralwässer mit einem extremen Urananteil und überschreitet den von foodwatch geforderten
und vom Umweltbundesamt (UBA) empfohlenen Höchstwert von 10 µg/l um das Zwanzigfache. Das Mineralwasser darf deshalb in Deutschland nicht in den Handel gelangen.

## Brunnenanlagen und jährliche Förderkapazität
- Újezd, südlich von Újezd u Brna, 900 m³
- Nesvačilka, nordöstlich von Nesvačilka, 360 m³
- Kalužiny, südlich und südöstlich von Šaratice, 360 m³
- Těšany, nördlich von Těšany, 90 m³
- Luže, westlich von Nesvačilka, 90 m³